# Jean-Marie Tjibaou
Jean-Marie Tjibaou (Tiendanite, Hienghène, 30 de gener de 1936 - Ouvéa, 4 de maig de 1989) fou un polític independentista canac de Nova Caledònia. Fill d'un cap de tribu, fou ordenat sacerdot el 1965. El 1968 marxà a Lió per a estudiar sociologia i el 1970 a estudiar etnologia a l'École pratique des hautes études.
Quan tornà penjà la sotana per a dedicar-se a l'activisme polític. Sempre pensant, no obstant això, que "és impossible que un sacerdot en aquest país pugui adoptar una posició, per exemple, per a la restitució de terres als Canac. Des de 1970 va dirigir alguns moviments culturals, com Melanèsia 2000 (1975), que agrupava a Nouméa, al mateix lloc on es troba ara el Centre Cultural Tjibaou, tribus de totes les àrees tradicionals de Nova Caledònia per tal de despertar el sentiment de dignitat canac com a cultura viva. Alhora, entra en el comitè directiu d'Unió Caledoniana i fou escollit alcalde de Hienghène i vicepresident d'UC el 1977.
A les eleccions territorials de Nova Caledònia de 1979 fou elegit conseller pel Front Independentista (FI). El 1982, gràcies a un canvi en la majoria de l'Assemblea Territorial de Nova Caledònia, els centristes de la FNSC trencaren amb el RPCR i s'aliaren amb el FI. Tjibaou fou nomenat vicepresident del consell de govern, càrrec que ocupà fins al 18 de novembre de 1984. Participà el juliol de 1983 en les converses de Nainville-les-Roches amb Jacques Lafleur.
El 5 de desembre de 1984, un cop substituït el Front Independentista pel Front d'Alliberament Nacional Canac Socialista (FLNKS), en fou nomenat president. Decidí boicotejar les eleccions territorials i la creació d'un govern clandestí de Kanaky amb barricades a les carreteres. Dos germans seus foren assassinats per caldoches en una emboscada a Hienghène. Després de l'aprovació de l'estatut Fabius-Pisani el 1985 fou nomenat president de la Regió del Nord. També fou un dels artífex dels Acords de Matignon de 1988.
Va ser assassinat el 4 de maig de 1989 amb el seu lloctinent Yeiwéné Yeiwéné, en la commemoració de la tragèdia d'Ouvéa per Djubelly Wea, canac oposat als Acords de Matignon de juny de 1988.
El seu fill Emmanuel Tjibaou , també destacat militant independentista del FLNKS, fou escollit diputat en les eleccions legislatives franceses de 2024.